# Chorki (gromada)
Chorki – dawna gromada, czyli najmniejsza jednostka podziału terytorialnego Polskiej Rzeczypospolitej Ludowej w latach 1954–1972.
Gromady, z gromadzkimi radami narodowymi (GRN) jako organami władzy najniższego stopnia na wsi, funkcjonowały od reformy reorganizującej administrację wiejską przeprowadzonej jesienią 1954 do momentu ich zniesienia z dniem 1 stycznia 1973, tym samym wypierając organizację gminną w latach 1954–1972.
Gromadę Chorki siedzibą GRN w Chorkach utworzono – jako jedną z 8759 gromad na obszarze Polski – w powiecie łęczyckim w woj. łódzkim, na mocy uchwały nr 32/54 WRN w Łodzi z dnia 4 października 1954. W skład jednostki weszły obszary dotychczasowych gromad Borów, Chorki i Smolice, ponadto kolonia Borucice, kolonia Szłapy i wieś Szłapy z dotychczasowej gromady Borucice oraz wieś Besk Nowy Wieś z dotychczasowej gromady Besk Stary ze zniesionej gminy Grabów w tymże powiecie. Dla gromady ustalono 15 członków gromadzkiej rady narodowej.
1 lipca 1968 gromadę zniesiono, a jej obszar włączono do gromad: Grabów (wieś Nowy Besk, kolonię Budki oraz wieś, kolonię i parcelę Smolice), Siedlec (kolonię Borucice oraz wieś i kolonię Szłapy) i Błonie (wieś i kolonię Borów, wieś i kolonię Chorki, wieś i parcelę Gać oraz wieś i kolonię Golbice) w tymże powiecie.